# Tour de Guangxi de 2019
A 3.ª edição do Tour de Guangxi (nome oficial: Gree-Tour of Guangxi) foi uma corrida de ciclismo de estrada por etapas que se celebrou na China na região autónoma Zhuang de Guangxi, entre a 17 e a 22 de outubro de 2019, com início na cidade de Beihai e final na cidade de Guilin sobre um percurso de 972,8 quilómetros.
A corrida fez parte do UCI WorldTour de 2019, sendo a trigésima oitava e última competição do calendário de máxima categoria mundial. O vencedor final foi o espanhol Enric Mas do Deceuninck-Quick Step seguido do colombiano Daniel Felipe Martínez e o italiano Diego Rosa do INEOS.

## Equipas participantes
Tomaram parte na corrida 18 equipas: 15 de categoria UCI WorldTeam; e 3 de categoria Profissional Continental. Formando assim um pelotão de 123 ciclistas dos que acabaram 118. As equipas participantes foram:
| Equipes WorldTeam (15)- Astana - Bahrain-Merida - Bora-hansgrohe - CCC Team - Deceuninck-Quick Step - Dimension Data - EF Education First - Team Jumbo-Visma - Lotto Soudal - Mitchelton-Scott - Ineos - UAE Team Emirates - Katusha-Alpecin - Team Sunweb - Trek-Segafredo Equipes profissionais Continentais (3)- Total Direct Énergie - Israel Cycling Academy - Wanty-Groupe Gobert |
| |

## Percorrido
O Tour de Guangxi dispôs de seis etapas para um percurso total de 972,8 quilómetros através da região autónoma Zhuang de Guangxi; dividido em duas etapas planas, três etapas em media montanha, e uma etapa de montanha com final em alto em Mashan Nongla Scenic Area, o que com frequência desempenha um papel decisivo na corrida.
| Etapa | Data    | Percurso                                    | type            | Distância (km) | Vencedor         | Líder geral      |
| ----- | ------- | ------------------------------------------- | --------------- | -------------- | ---------------- | ---------------- |
| 1     | 17 out. | Beihai – Beihai                             | etapa plana     | 135,6          | Fernando Gaviria | Fernando Gaviria |
| 2     | 18 out. | Beihai – Qinzhou                            | etapa plana     | 152,3          | Daniel McLay     | Pascal Ackermann |
| 3     | 19 out. | Nanning – Nanning                           | etapa escarpada | 143            | Pascal Ackermann | Pascal Ackermann |
| 4     | 20 out. | Nanning – Nongla Provincial Natural Reserve | alta montanha   | 161,4          | Enric Mas        | Enric Mas        |
| 5     | 21 out. | Liuzhou – Guilin                            | média montanha  | 212,2          | Fernando Gaviria | Enric Mas        |
| 6     | 21 out. | Guilin – Guilin                             | etapa escarpada | 168,3          | Pascal Ackermann | Enric Mas        |

## Desenvolvimento da corrida

### 1.ª etapa
| Beihai - Beihai | etapa plana | (135,6 km) |

| \| Classificação por etapas \| Classificação por etapas \| Classificação por etapas \| Classificação por etapas \| Classificação por etapas \| \| Ciclista \| Ciclista \| Equipe \| Tempo \| \| \| ------------------------ \| ------------------------ \| ------------------------ \| ------------------------ \| ------------------------ \| \| 1. \| Fernando Gaviria \| UAE Team Emirates \| 2h53m42s \| \| \| 2. \| Pascal Ackermann \| Bora-Hansgrohe \| + 0s \| \| \| 3. \| Matteo Trentin \| Mitchelton-Scott \| + 0s \| \| \| 4. \| Phil Bauhaus \| Bahrain-Merida \| + 0s \| \| \| 5. \| Matteo Moschetti \| Trek-Segafredo \| + 0s \| \| \| 6. \| Max Kanter \| Team Sunweb \| + 0s \| \| \| 7. \| Davide Martinelli \| Deceuninck-Quick Step \| + 0s \| \| \| 8. \| Jakub Mareczko \| CCC Team \| + 0s \| \| \| 9. \| Riccardo Minali \| Israel Cycling Academy \| + 0s \| \| \| 10. \| Davide Ballerini \| Astana \| + 0s \| \| |                   |                        |          |
| |                   |                        |          |
| Fonte: ProCyclingStats |                   |                        |          |
| Classificação por etapas |                   |                        |          |
| Ciclista | Ciclista          | Equipe                 | Tempo    |
| 1. | Fernando Gaviria  | UAE Team Emirates      | 2h53m42s |
| 2. | Pascal Ackermann  | Bora-Hansgrohe         | + 0s     |
| 3. | Matteo Trentin    | Mitchelton-Scott       | + 0s     |
| 4. | Phil Bauhaus      | Bahrain-Merida         | + 0s     |
| 5. | Matteo Moschetti  | Trek-Segafredo         | + 0s     |
| 6. | Max Kanter        | Team Sunweb            | + 0s     |
| 7. | Davide Martinelli | Deceuninck-Quick Step  | + 0s     |
| 8. | Jakub Mareczko    | CCC Team               | + 0s     |
| 9. | Riccardo Minali   | Israel Cycling Academy | + 0s     |
| 10. | Davide Ballerini  | Astana                 | + 0s     |

| \| Classificação geral \| Classificação geral \| Classificação geral \| Classificação geral \| Classificação geral \| \| Ciclista \| Ciclista \| Equipe \| Tempo \| \| \| ------------------- \| ------------------- \| --------------------- \| ------------------- \| ------------------- \| \| 1. \| Fernando Gaviria \| UAE Team Emirates \| 2h53m42s \| \| \| 2. \| Pascal Ackermann \| Bora-Hansgrohe \| + 4s \| \| \| 3. \| Matteo Trentin \| Mitchelton-Scott \| + 6s \| \| \| 4. \| Josef Černý \| CCC Team \| + 6s \| \| \| 5. \| Mikkel Honoré \| Deceuninck-Quick Step \| + 6s \| \| \| 6. \| Ryan Mullen \| Trek-Segafredo \| + 6s \| \| \| 7. \| Phil Bauhaus \| Bahrain-Merida \| + 10s \| \| \| 8. \| Matteo Moschetti \| Trek-Segafredo \| + 10s \| \| \| 9. \| Max Kanter \| Team Sunweb \| + 10s \| \| \| 10. \| Davide Martinelli \| Deceuninck-Quick Step \| + 10s \| \| |                   |                       |          |
| |                   |                       |          |
| Fonte: ProCyclingStats |                   |                       |          |
| Classificação geral |                   |                       |          |
| Ciclista | Ciclista          | Equipe                | Tempo    |
| 1. | Fernando Gaviria  | UAE Team Emirates     | 2h53m42s |
| 2. | Pascal Ackermann  | Bora-Hansgrohe        | + 4s     |
| 3. | Matteo Trentin    | Mitchelton-Scott      | + 6s     |
| 4. | Josef Černý       | CCC Team              | + 6s     |
| 5. | Mikkel Honoré     | Deceuninck-Quick Step | + 6s     |
| 6. | Ryan Mullen       | Trek-Segafredo        | + 6s     |
| 7. | Phil Bauhaus      | Bahrain-Merida        | + 10s    |
| 8. | Matteo Moschetti  | Trek-Segafredo        | + 10s    |
| 9. | Max Kanter        | Team Sunweb           | + 10s    |
| 10. | Davide Martinelli | Deceuninck-Quick Step | + 10s    |

### 2.ª etapa
| Beihai - Qinzhou | etapa plana | (152,3 km) |

| \| Classificação por etapas \| Classificação por etapas \| Classificação por etapas \| Classificação por etapas \| Classificação por etapas \| \| Ciclista \| Ciclista \| Equipe \| Tempo \| \| \| ------------------------ \| ------------------------ \| ------------------------ \| ------------------------ \| ------------------------ \| \| 1. \| Daniel McLay \| EF Education First \| 3h45m04s \| \| \| 2. \| Pascal Ackermann \| Bora-Hansgrohe \| + 0s \| \| \| 3. \| Matteo Trentin \| Mitchelton-Scott \| + 0s \| \| \| 4. \| Jonas Koch \| CCC Team \| + 0s \| \| \| 5. \| Davide Ballerini \| Astana \| + 0s \| \| \| 6. \| Jakub Mareczko \| CCC Team \| + 0s \| \| \| 7. \| Timothy Dupont \| Wanty-Gobert \| + 0s \| \| \| 8. \| Fernando Gaviria \| UAE Team Emirates \| + 0s \| \| \| 9. \| John Degenkolb \| Trek-Segafredo \| + 0s \| \| \| 10. \| Riccardo Minali \| Israel Cycling Academy \| + 0s \| \| |                  |                        |          |
| |                  |                        |          |
| Fonte: ProCyclingStats |                  |                        |          |
| Classificação por etapas |                  |                        |          |
| Ciclista | Ciclista         | Equipe                 | Tempo    |
| 1. | Daniel McLay     | EF Education First     | 3h45m04s |
| 2. | Pascal Ackermann | Bora-Hansgrohe         | + 0s     |
| 3. | Matteo Trentin   | Mitchelton-Scott       | + 0s     |
| 4. | Jonas Koch       | CCC Team               | + 0s     |
| 5. | Davide Ballerini | Astana                 | + 0s     |
| 6. | Jakub Mareczko   | CCC Team               | + 0s     |
| 7. | Timothy Dupont   | Wanty-Gobert           | + 0s     |
| 8. | Fernando Gaviria | UAE Team Emirates      | + 0s     |
| 9. | John Degenkolb   | Trek-Segafredo         | + 0s     |
| 10. | Riccardo Minali  | Israel Cycling Academy | + 0s     |

| \| Classificação geral \| Classificação geral \| Classificação geral \| Classificação geral \| Classificação geral \| \| Ciclista \| Ciclista \| Equipe \| Tempo \| \| \| ------------------- \| ------------------- \| --------------------- \| ------------------- \| ------------------- \| \| 1. \| Pascal Ackermann \| Bora-Hansgrohe \| 6h38m34s \| \| \| 2. \| Fernando Gaviria \| UAE Team Emirates \| + 2s \| \| \| 3. \| Daniel McLay \| EF Education First \| + 2s \| \| \| 4. \| Matteo Trentin \| Mitchelton-Scott \| + 4s \| \| \| 5. \| Jérôme Cousin \| Total Direct Énergie \| + 6s \| \| \| 6. \| Josef Černý \| CCC Team \| + 8s \| \| \| 7. \| Mikkel Honoré \| Deceuninck-Quick Step \| + 8s \| \| \| 8. \| Laurens De Vreese \| Astana \| + 9s \| \| \| 9. \| Sep Vanmarcke \| EF Education First \| + 9s \| \| \| 10. \| Jakub Mareczko \| CCC Team \| + 12s \| \| |                   |                       |          |
| |                   |                       |          |
| Fonte: ProCyclingStats |                   |                       |          |
| Classificação geral |                   |                       |          |
| Ciclista | Ciclista          | Equipe                | Tempo    |
| 1. | Pascal Ackermann  | Bora-Hansgrohe        | 6h38m34s |
| 2. | Fernando Gaviria  | UAE Team Emirates     | + 2s     |
| 3. | Daniel McLay      | EF Education First    | + 2s     |
| 4. | Matteo Trentin    | Mitchelton-Scott      | + 4s     |
| 5. | Jérôme Cousin     | Total Direct Énergie  | + 6s     |
| 6. | Josef Černý       | CCC Team              | + 8s     |
| 7. | Mikkel Honoré     | Deceuninck-Quick Step | + 8s     |
| 8. | Laurens De Vreese | Astana                | + 9s     |
| 9. | Sep Vanmarcke     | EF Education First    | + 9s     |
| 10. | Jakub Mareczko    | CCC Team              | + 12s    |

### 3.ª etapa
| Nanning - Nanning | etapa escarpada | (143 km) |

| \| Classificação por etapas \| Classificação por etapas \| Classificação por etapas \| Classificação por etapas \| Classificação por etapas \| \| Ciclista \| Ciclista \| Equipe \| Tempo \| \| \| ------------------------ \| ------------------------ \| ------------------------ \| ------------------------ \| ------------------------ \| \| 1. \| Pascal Ackermann \| Bora-Hansgrohe \| 3h19m21s \| \| \| 2. \| Aleksandr Riabushenko \| UAE Team Emirates \| + 0s \| \| \| 3. \| Matteo Trentin \| Mitchelton-Scott \| + 0s \| \| \| 4. \| Nikias Arndt \| Team Sunweb \| + 0s \| \| \| 5. \| Petr Vakoč \| Deceuninck-Quick Step \| + 0s \| \| \| 6. \| Lilian Calmejane \| Total Direct Énergie \| + 0s \| \| \| 7. \| Sep Vanmarcke \| EF Education First \| + 0s \| \| \| 8. \| Kiel Reijnen \| Trek-Segafredo \| + 0s \| \| \| 9. \| Davide Martinelli \| Deceuninck-Quick Step \| + 0s \| \| \| 10. \| Merhawi Kudus \| Astana \| + 0s \| \| |                       |                       |          |
| |                       |                       |          |
| Fonte: ProCyclingStats |                       |                       |          |
| Classificação por etapas |                       |                       |          |
| Ciclista | Ciclista              | Equipe                | Tempo    |
| 1. | Pascal Ackermann      | Bora-Hansgrohe        | 3h19m21s |
| 2. | Aleksandr Riabushenko | UAE Team Emirates     | + 0s     |
| 3. | Matteo Trentin        | Mitchelton-Scott      | + 0s     |
| 4. | Nikias Arndt          | Team Sunweb           | + 0s     |
| 5. | Petr Vakoč            | Deceuninck-Quick Step | + 0s     |
| 6. | Lilian Calmejane      | Total Direct Énergie  | + 0s     |
| 7. | Sep Vanmarcke         | EF Education First    | + 0s     |
| 8. | Kiel Reijnen          | Trek-Segafredo        | + 0s     |
| 9. | Davide Martinelli     | Deceuninck-Quick Step | + 0s     |
| 10. | Merhawi Kudus         | Astana                | + 0s     |

| \| Classificação geral \| Classificação geral \| Classificação geral \| Classificação geral \| Classificação geral \| \| Ciclista \| Ciclista \| Equipe \| Tempo \| \| \| ------------------- \| --------------------- \| ---------------------- \| ------------------- \| ------------------- \| \| 1. \| Pascal Ackermann \| Bora-Hansgrohe \| 9h57m45s \| \| \| 2. \| Matteo Trentin \| Mitchelton-Scott \| + 7s \| \| \| 3. \| Aleksandr Riabushenko \| UAE Team Emirates \| + 16s \| \| \| 4. \| Mikkel Honoré \| Deceuninck-Quick Step \| + 18s \| \| \| 5. \| Sep Vanmarcke \| EF Education First \| + 19s \| \| \| 6. \| Jacopo Mosca \| Trek-Segafredo \| + 19s \| \| \| 7. \| Davide Villella \| Astana \| + 21s \| \| \| 8. \| Davide Martinelli \| Deceuninck-Quick Step \| + 22s \| \| \| 9. \| Max Kanter \| Team Sunweb \| + 22s \| \| \| 10. \| Itamar Einhorn \| Israel Cycling Academy \| + 22s \| \| |                       |                        |          |
| |                       |                        |          |
| Fonte: ProCyclingStats |                       |                        |          |
| Classificação geral |                       |                        |          |
| Ciclista | Ciclista              | Equipe                 | Tempo    |
| 1. | Pascal Ackermann      | Bora-Hansgrohe         | 9h57m45s |
| 2. | Matteo Trentin        | Mitchelton-Scott       | + 7s     |
| 3. | Aleksandr Riabushenko | UAE Team Emirates      | + 16s    |
| 4. | Mikkel Honoré         | Deceuninck-Quick Step  | + 18s    |
| 5. | Sep Vanmarcke         | EF Education First     | + 19s    |
| 6. | Jacopo Mosca          | Trek-Segafredo         | + 19s    |
| 7. | Davide Villella       | Astana                 | + 21s    |
| 8. | Davide Martinelli     | Deceuninck-Quick Step  | + 22s    |
| 9. | Max Kanter            | Team Sunweb            | + 22s    |
| 10. | Itamar Einhorn        | Israel Cycling Academy | + 22s    |

### 4.ª etapa
| Nanning - Nongla Provincial Natural Reserve | alta montanha | (161,4 km) |

| \| Classificação por etapas \| Classificação por etapas \| Classificação por etapas \| Classificação por etapas \| Classificação por etapas \| \| Ciclista \| Ciclista \| Equipe \| Tempo \| \| \| ------------------------ \| ------------------------ \| ------------------------ \| ------------------------ \| ------------------------ \| \| 1. \| Enric Mas \| Deceuninck-Quick Step \| 3h52m53s \| \| \| 2. \| Daniel Felipe Martínez \| EF Education First \| + 1s \| \| \| 3. \| Diego Rosa \| Team Ineos \| + 8s \| \| \| 4. \| Antwan Tolhoek \| Team Jumbo-Visma \| + 12s \| \| \| 5. \| Felix Großschartner \| Bora-Hansgrohe \| + 19s \| \| \| 6. \| Odd Christian Eiking \| Wanty-Gobert \| + 19s \| \| \| 7. \| Carl Fredrik Hagen \| Lotto-Soudal \| + 19s \| \| \| 8. \| David de la Cruz \| Team Ineos \| + 19s \| \| \| 9. \| Martijn Tusveld \| Team Sunweb \| + 28s \| \| \| 10. \| Davide Villella \| Astana \| + 28s \| \| |                        |                       |          |
| |                        |                       |          |
| Fonte: ProCyclingStats |                        |                       |          |
| Classificação por etapas |                        |                       |          |
| Ciclista | Ciclista               | Equipe                | Tempo    |
| 1. | Enric Mas              | Deceuninck-Quick Step | 3h52m53s |
| 2. | Daniel Felipe Martínez | EF Education First    | + 1s     |
| 3. | Diego Rosa             | Team Ineos            | + 8s     |
| 4. | Antwan Tolhoek         | Team Jumbo-Visma      | + 12s    |
| 5. | Felix Großschartner    | Bora-Hansgrohe        | + 19s    |
| 6. | Odd Christian Eiking   | Wanty-Gobert          | + 19s    |
| 7. | Carl Fredrik Hagen     | Lotto-Soudal          | + 19s    |
| 8. | David de la Cruz       | Team Ineos            | + 19s    |
| 9. | Martijn Tusveld        | Team Sunweb           | + 28s    |
| 10. | Davide Villella        | Astana                | + 28s    |

| \| Classificação geral \| Classificação geral \| Classificação geral \| Classificação geral \| Classificação geral \| \| Ciclista \| Ciclista \| Equipe \| Tempo \| \| \| ------------------- \| ---------------------- \| --------------------- \| ------------------- \| ------------------- \| \| 1. \| Enric Mas \| Deceuninck-Quick Step \| 13h50m50s \| \| \| 2. \| Daniel Felipe Martínez \| EF Education First \| + 5s \| \| \| 3. \| Diego Rosa \| Team Ineos \| + 14s \| \| \| 4. \| Antwan Tolhoek \| Team Jumbo-Visma \| + 22s \| \| \| 5. \| Carl Fredrik Hagen \| Lotto-Soudal \| + 29s \| \| \| 6. \| Felix Großschartner \| Bora-Hansgrohe \| + 29s \| \| \| 7. \| Odd Christian Eiking \| Wanty-Gobert \| + 29s \| \| \| 8. \| David de la Cruz \| Team Ineos \| + 29s \| \| \| 9. \| Davide Villella \| Astana \| + 37s \| \| \| 10. \| Martijn Tusveld \| Team Sunweb \| + 38s \| \| |                        |                       |           |
| |                        |                       |           |
| Fonte: ProCyclingStats |                        |                       |           |
| Classificação geral |                        |                       |           |
| Ciclista | Ciclista               | Equipe                | Tempo     |
| 1. | Enric Mas              | Deceuninck-Quick Step | 13h50m50s |
| 2. | Daniel Felipe Martínez | EF Education First    | + 5s      |
| 3. | Diego Rosa             | Team Ineos            | + 14s     |
| 4. | Antwan Tolhoek         | Team Jumbo-Visma      | + 22s     |
| 5. | Carl Fredrik Hagen     | Lotto-Soudal          | + 29s     |
| 6. | Felix Großschartner    | Bora-Hansgrohe        | + 29s     |
| 7. | Odd Christian Eiking   | Wanty-Gobert          | + 29s     |
| 8. | David de la Cruz       | Team Ineos            | + 29s     |
| 9. | Davide Villella        | Astana                | + 37s     |
| 10. | Martijn Tusveld        | Team Sunweb           | + 38s     |

### 5.ª etapa
| Liuzhou - Guilin | média montanha | (212,2 km) |

| \| Classificação por etapas \| Classificação por etapas \| Classificação por etapas \| Classificação por etapas \| Classificação por etapas \| \| Ciclista \| Ciclista \| Equipe \| Tempo \| \| \| ------------------------ \| ------------------------ \| ------------------------ \| ------------------------ \| ------------------------ \| \| 1. \| Fernando Gaviria \| UAE Team Emirates \| 5h13m42s \| \| \| 2. \| Pascal Ackermann \| Bora-Hansgrohe \| + 0s \| \| \| 3. \| Matteo Trentin \| Mitchelton-Scott \| + 0s \| \| \| 4. \| Phil Bauhaus \| Bahrain-Merida \| + 0s \| \| \| 5. \| Timothy Dupont \| Wanty-Gobert \| + 0s \| \| \| 6. \| Ben Swift \| Team Ineos \| + 0s \| \| \| 7. \| Max Kanter \| Team Sunweb \| + 0s \| \| \| 8. \| Davide Martinelli \| Deceuninck-Quick Step \| + 0s \| \| \| 9. \| John Degenkolb \| Trek-Segafredo \| + 0s \| \| \| 10. \| Victor Campenaerts \| Lotto-Soudal \| + 0s \| \| |                    |                       |          |
| |                    |                       |          |
| Fonte: ProCyclingStats |                    |                       |          |
| Classificação por etapas |                    |                       |          |
| Ciclista | Ciclista           | Equipe                | Tempo    |
| 1. | Fernando Gaviria   | UAE Team Emirates     | 5h13m42s |
| 2. | Pascal Ackermann   | Bora-Hansgrohe        | + 0s     |
| 3. | Matteo Trentin     | Mitchelton-Scott      | + 0s     |
| 4. | Phil Bauhaus       | Bahrain-Merida        | + 0s     |
| 5. | Timothy Dupont     | Wanty-Gobert          | + 0s     |
| 6. | Ben Swift          | Team Ineos            | + 0s     |
| 7. | Max Kanter         | Team Sunweb           | + 0s     |
| 8. | Davide Martinelli  | Deceuninck-Quick Step | + 0s     |
| 9. | John Degenkolb     | Trek-Segafredo        | + 0s     |
| 10. | Victor Campenaerts | Lotto-Soudal          | + 0s     |

| \| Classificação geral \| Classificação geral \| Classificação geral \| Classificação geral \| Classificação geral \| \| Ciclista \| Ciclista \| Equipe \| Tempo \| \| \| ------------------- \| ---------------------- \| --------------------- \| ------------------- \| ------------------- \| \| 1. \| Enric Mas \| Deceuninck-Quick Step \| 19h04m32s \| \| \| 2. \| Daniel Felipe Martínez \| EF Education First \| + 5s \| \| \| 3. \| Diego Rosa \| Team Ineos \| + 14s \| \| \| 4. \| Antwan Tolhoek \| Team Jumbo-Visma \| + 22s \| \| \| 5. \| Carl Fredrik Hagen \| Lotto-Soudal \| + 29s \| \| \| 6. \| Felix Großschartner \| Bora-Hansgrohe \| + 29s \| \| \| 7. \| Odd Christian Eiking \| Wanty-Gobert \| + 29s \| \| \| 8. \| David de la Cruz \| Team Ineos \| + 29s \| \| \| 9. \| Davide Villella \| Astana \| + 37s \| \| \| 10. \| Martijn Tusveld \| Team Sunweb \| + 38s \| \| |                        |                       |           |
| |                        |                       |           |
| Fonte: ProCyclingStats |                        |                       |           |
| Classificação geral |                        |                       |           |
| Ciclista | Ciclista               | Equipe                | Tempo     |
| 1. | Enric Mas              | Deceuninck-Quick Step | 19h04m32s |
| 2. | Daniel Felipe Martínez | EF Education First    | + 5s      |
| 3. | Diego Rosa             | Team Ineos            | + 14s     |
| 4. | Antwan Tolhoek         | Team Jumbo-Visma      | + 22s     |
| 5. | Carl Fredrik Hagen     | Lotto-Soudal          | + 29s     |
| 6. | Felix Großschartner    | Bora-Hansgrohe        | + 29s     |
| 7. | Odd Christian Eiking   | Wanty-Gobert          | + 29s     |
| 8. | David de la Cruz       | Team Ineos            | + 29s     |
| 9. | Davide Villella        | Astana                | + 37s     |
| 10. | Martijn Tusveld        | Team Sunweb           | + 38s     |

### 6.ª etapa
| Guilin - Guilin | etapa escarpada | (168,3 km) |

| \| Classificação por etapas \| Classificação por etapas \| Classificação por etapas \| Classificação por etapas \| Classificação por etapas \| \| Ciclista \| Ciclista \| Equipe \| Tempo \| \| \| ------------------------ \| ------------------------ \| ------------------------ \| ------------------------ \| ------------------------ \| \| 1. \| Pascal Ackermann \| Bora-Hansgrohe \| 3h38m10s \| \| \| 2. \| Juan Sebastián Molano \| UAE Team Emirates \| + 0s \| \| \| 3. \| Timo Roosen \| Team Jumbo-Visma \| + 0s \| \| \| 4. \| Rüdiger Selig \| Bora-Hansgrohe \| + 0s \| \| \| 5. \| Jakub Mareczko \| CCC Team \| + 0s \| \| \| 6. \| Asbjørn Kragh Andersen \| Team Sunweb \| + 0s \| \| \| 7. \| Matteo Trentin \| Mitchelton-Scott \| + 0s \| \| \| 8. \| Daniel McLay \| EF Education First \| + 0s \| \| \| 9. \| Hamish Schreurs \| Israel Cycling Academy \| + 0s \| \| \| 10. \| Max Kanter \| Team Sunweb \| + 0s \| \| |                        |                        |          |
| |                        |                        |          |
| Fonte: ProCyclingStats |                        |                        |          |
| Classificação por etapas |                        |                        |          |
| Ciclista | Ciclista               | Equipe                 | Tempo    |
| 1. | Pascal Ackermann       | Bora-Hansgrohe         | 3h38m10s |
| 2. | Juan Sebastián Molano  | UAE Team Emirates      | + 0s     |
| 3. | Timo Roosen            | Team Jumbo-Visma       | + 0s     |
| 4. | Rüdiger Selig          | Bora-Hansgrohe         | + 0s     |
| 5. | Jakub Mareczko         | CCC Team               | + 0s     |
| 6. | Asbjørn Kragh Andersen | Team Sunweb            | + 0s     |
| 7. | Matteo Trentin         | Mitchelton-Scott       | + 0s     |
| 8. | Daniel McLay           | EF Education First     | + 0s     |
| 9. | Hamish Schreurs        | Israel Cycling Academy | + 0s     |
| 10. | Max Kanter             | Team Sunweb            | + 0s     |

## Classificações finais
- As classificações finalizaram da seguinte forma:[3]

### Classificação geral
| \| Classificação geral \| Classificação geral \| Classificação geral \| Classificação geral \| Classificação geral \| \| Ciclista \| Ciclista \| Equipe \| Tempo \| \| \| ------------------- \| ---------------------- \| --------------------- \| ------------------- \| ------------------- \| \| 1. \| Enric Mas \| Deceuninck-Quick Step \| 22h42m42s \| \| \| 2. \| Daniel Felipe Martínez \| EF Education First \| + 5s \| \| \| 3. \| Diego Rosa \| Team Ineos \| + 14s \| \| \| 4. \| Antwan Tolhoek \| Team Jumbo-Visma \| + 22s \| \| \| 5. \| Felix Großschartner \| Bora-Hansgrohe \| + 29s \| \| \| 6. \| Odd Christian Eiking \| Wanty-Gobert \| + 29s \| \| \| 7. \| Carl Fredrik Hagen \| Lotto-Soudal \| + 29s \| \| \| 8. \| David de la Cruz \| Team Ineos \| + 29s \| \| \| 9. \| Davide Villella \| Astana \| + 37s \| \| \| 10. \| Martijn Tusveld \| Team Sunweb \| + 38s \| \| |                        |                       |           |
| |                        |                       |           |
| Fonte: ProCyclingStats |                        |                       |           |
| Classificação geral |                        |                       |           |
| Ciclista | Ciclista               | Equipe                | Tempo     |
| 1. | Enric Mas              | Deceuninck-Quick Step | 22h42m42s |
| 2. | Daniel Felipe Martínez | EF Education First    | + 5s      |
| 3. | Diego Rosa             | Team Ineos            | + 14s     |
| 4. | Antwan Tolhoek         | Team Jumbo-Visma      | + 22s     |
| 5. | Felix Großschartner    | Bora-Hansgrohe        | + 29s     |
| 6. | Odd Christian Eiking   | Wanty-Gobert          | + 29s     |
| 7. | Carl Fredrik Hagen     | Lotto-Soudal          | + 29s     |
| 8. | David de la Cruz       | Team Ineos            | + 29s     |
| 9. | Davide Villella        | Astana                | + 37s     |
| 10. | Martijn Tusveld        | Team Sunweb           | + 38s     |

### Classificação por pontos
| Classificação por pontos | Classificação por pontos | Classificação por pontos | Classificação por pontos | Classificação por pontos |
| Ciclista                 | Ciclista                 | Equipe                   | Pontos                   |                          |
| ------------------------ | ------------------------ | ------------------------ | ------------------------ | ------------------------ |
| 1.                       | Pascal Ackermann         | Bora-Hansgrohe           | 62 pts                   |                          |
| 2.                       | Matteo Trentin           | Mitchelton-Scott         | 42 pts                   |                          |
| 3.                       | Fernando Gaviria         | UAE Team Emirates        | 33 pts                   |                          |
| 4.                       | Ryan Mullen              | Trek-Segafredo           | 24 pts                   |                          |
| 5.                       | Daniel McLay             | EF Education First       | 22 pts                   |                          |
| 6.                       | Jay Thomson              | Dimension Data           | 18 pts                   |                          |
| 7.                       | Enric Mas                | Deceuninck-Quick Step    | 15 pts                   |                          |
| 8.                       | Wang Meiyin              | Bahrain-Merida           | 14 pts                   |                          |
| 9.                       | Jakub Mareczko           | CCC Team                 | 14 pts                   |                          |
| 10.                      | Jérôme Cousin            | Total Direct Énergie     | 12 pts                   |                          |

### Classificação da montanha
| Classificação da montanha | Classificação da montanha | Classificação da montanha | Classificação da montanha | Classificação da montanha |
| Ciclista                  | Ciclista                  | Equipe                    | Pontos                    |                           |
| ------------------------- | ------------------------- | ------------------------- | ------------------------- | ------------------------- |
| 1.                        | Tomasz Marczyński         | Lotto-Soudal              | 40 pts                    |                           |
| 2.                        | Guillaume Martin          | Wanty-Gobert              | 36 pts                    |                           |
| 3.                        | Ryan Mullen               | Trek-Segafredo            | 20 pts                    |                           |
| 4.                        | Enric Mas                 | Deceuninck-Quick Step     | 14 pts                    |                           |
| 5.                        | Daniel Felipe Martínez    | EF Education First        | 10 pts                    |                           |
| 6.                        | Kévin Van Melsen          | Wanty-Gobert              | 8 pts                     |                           |
| 7.                        | Jay Thomson               | Dimension Data            | 7 pts                     |                           |
| 8.                        | Jacopo Mosca              | Trek-Segafredo            | 6 pts                     |                           |
| 9.                        | Wang Meiyin               | Bahrain-Merida            | 6 pts                     |                           |
| 10.                       | Davide Villella           | Astana                    | 6 pts                     |                           |

### Classificação dos jovens
| Classificação dos jovens | Classificação dos jovens | Classificação dos jovens | Classificação dos jovens | Classificação dos jovens |
| Ciclista                 | Ciclista                 | Equipe                   | Tempo                    |                          |
| ------------------------ | ------------------------ | ------------------------ | ------------------------ | ------------------------ |
| 1.                       | Enric Mas                | Deceuninck-Quick Step    | 22h42m42s                |                          |
| 2.                       | Daniel Felipe Martínez   | EF Education First       | + 5s                     |                          |
| 3.                       | Antwan Tolhoek           | Team Jumbo-Visma         | + 22s                    |                          |
| 4.                       | Odd Christian Eiking     | Wanty-Gobert             | + 29s                    |                          |
| 5.                       | Rémi Cavagna             | Deceuninck-Quick Step    | + 41s                    |                          |
| 6.                       | Maximilian Schachmann    | Bora-Hansgrohe           | + 41s                    |                          |
| 7.                       | Steff Cras               | Katusha-Alpecin          | + 41s                    |                          |
| 8.                       | Merhawi Kudus            | Astana                   | + 53s                    |                          |
| 9.                       | Aleksandr Riabushenko    | UAE Team Emirates        | + 1m15s                  |                          |
| 10.                      | Nick Schultz             | Mitchelton-Scott         | + 1m21s                  |                          |

### Classificação por equipas
| Classificação por equipes | Classificação por equipes | Classificação por equipes | Classificação por equipes |
| Equipe                    | Equipe                    | Tempo                     |                           |
| ------------------------- | ------------------------- | ------------------------- | ------------------------- |
| 1.                        | Lotto Soudal              | 68h11m00s                 |                           |
| 2.                        | Ineos                     | + 16s                     |                           |
| 3.                        | Astana                    | + 17s                     |                           |
| 4.                        | Wanty-Groupe Gobert       | + 33s                     |                           |
| 5.                        | Dimension Data            | + 1m30s                   |                           |
| 6.                        | Deceuninck-Quick Step     | + 1m35s                   |                           |
| 7.                        | Total Direct Énergie      | + 2m44s                   |                           |
| 8.                        | Israel Cycling Academy    | + 4m57s                   |                           |
| 9.                        | Team Sunweb               | + 4m59s                   |                           |
| 10.                       | CCC Team                  | + 5m09s                   |                           |

## Evolução das classificações
| Etapa                 | Vencedor              | Classificação geral | Classificação da montanha | Classificação por pontos | Classificação dos jovens | Classificação por equipas |
| --------------------- | --------------------- | ------------------- | ------------------------- | ------------------------ | ------------------------ | ------------------------- |
| 1.ª                   | Fernando Gaviria      | Fernando Gaviria    | Ryan Mullen               | Fernando Gaviria         | Fernando Gaviria         | Wanty-Gobert              |
| 2.ª                   | Daniel McLay          | Pascal Ackermann    | Guillaume Martin          | Pascal Ackermann         | Pascal Ackermann         | Wanty-Gobert              |
| 3.ª                   | Pascal Ackermann      | Pascal Ackermann    | Jacopo Mosca              | Pascal Ackermann         | Pascal Ackermann         | Wanty-Gobert              |
| 4.ª                   | Enric Mas             | Enric Mas           | Guillaume Martin          | Pascal Ackermann         | Enric Mas                | Lotto Soudal              |
| 5.ª                   | Fernando Gaviria      | Enric Mas           | Tomasz Marczynski         | Pascal Ackermann         | Enric Mas                | Lotto Soudal              |
| 6.ª                   | Pascal Ackermann      | Enric Mas           | Tomasz Marczynski         | Pascal Ackermann         | Enric Mas                | Lotto Soudal              |
| Classificações finais | Classificações finais | Enric Mas           | Tomasz Marczynski         | Pascal Ackermann         | Enric Mas                | Lotto Soudal              |

## Ciclistas participantes e posições finais
| Team Ineos INS | Team Ineos INS             | Team Ineos INS |
| -------------- | -------------------------- | -------------- |
| Num            | Ciclista                   | Pos            |
| 1              | Leonardo Basso (ITA)       | 110.           |
| 2              | David de la Cruz (ESP)     | 8.             |
| 3              | Kristoffer Halvorsen (NOR) | 99.            |
| 4              | Christopher Lawless (GBR)  | 80.            |
| 5              | Jhonatan Narváez (ECU)     | 34.            |
| 6              | Diego Rosa (ITA)           | 3.             |
| 7              | Ben Swift (GBR) (estrada)  | 69.            |

| Astana AST | Astana AST              | Astana AST |
| ---------- | ----------------------- | ---------- |
| Num        | Ciclista                | Pos        |
| 11         | Davide Ballerini (ITA)  | 76.        |
| 12         | Rodrigo Contreras (COL) | 71.        |
| 13         | Laurens De Vreese (BEL) | 37.        |
| 14         | Jonas Gregaard (DEN)    | 59.        |
| 15         | Jan Hirt (CZE)          | 86.        |
| 16         | Davide Villella (ITA)   | 9.         |
| 17         | Merhawi Kudus (ERI)     | 17.        |

| Bahrain-Merida TBM | Bahrain-Merida TBM   | Bahrain-Merida TBM |
| ------------------ | -------------------- | ------------------ |
| Num                | Ciclista             | Pos                |
| 21                 | Valerio Agnoli (ITA) | 51.                |
| 22                 | Feng Chun-kai (TPE)  | 93.                |
| 23                 | Andrea Garosio (ITA) | 27.                |
| 24                 | Phil Bauhaus (GER)   | 47.                |
| 25                 | Antonio Nibali (ITA) | 50.                |
| 26                 | Marcel Sieberg (GER) | 65.                |
| 27                 | Wang Meiyin (CHN)    | 79.                |

| Bora-Hansgrohe BOH | Bora-Hansgrohe BOH                    | Bora-Hansgrohe BOH |
| ------------------ | ------------------------------------- | ------------------ |
| Num                | Ciclista                              | Pos                |
| 31                 | Pascal Ackermann (GER)                | 60.                |
| 32                 | Shane Archbold (NZL)                  | 117.               |
| 33                 | Maximilian Schachmann (GER) (estrada) | 13.                |
| 34                 | Felix Großschartner (AUT)             | 5.                 |
| 35                 | Andreas Schillinger (GER)             | NP                 |
| 36                 | Michaek Schwarzmann (GER)             | 94.                |
| 37                 | Rüdiger Selig (GER)                   | 88.                |

| CCC Team CCC | CCC Team CCC                   | CCC Team CCC |
| ------------ | ------------------------------ | ------------ |
| Num          | Ciclista                       | Pos          |
| 41           | Josef Černý (CZE)              | 68.          |
| 42           | Kamil Gradek (POL)             | 105.         |
| 43           | Jonas Koch (GER)               | DNF          |
| 44           | Jakub Mareczko (ITA)           | 98.          |
| 45           | Gijs Van Hoecke (BEL)          | 32.          |
| 46           | Guillaume Van Keirsbulck (BEL) | 85.          |
| 47           | Francisco Ventoso (ESP)        | 49.          |

| Deceuninck-Quick Step DQT | Deceuninck-Quick Step DQT | Deceuninck-Quick Step DQT |
| ------------------------- | ------------------------- | ------------------------- |
| Num                       | Ciclista                  | Pos                       |
| 51                        | Rémi Cavagna (FRA)        | 11.                       |
| 52                        | Mikkel Honoré (DEN)       | 42.                       |
| 53                        | Iljo Keisse (BEL)         | 112.                      |
| 54                        | Davide Martinelli (ITA)   | 62.                       |
| 55                        | Enric Mas (ESP)           | 1.                        |
| 56                        | Pieter Serry (BEL)        | 48.                       |
| 57                        | Petr Vakoč (CZE)          | 38.                       |

| EF Education First EF1 | EF Education First EF1       | EF Education First EF1 |
| ---------------------- | ---------------------------- | ---------------------- |
| Num                    | Ciclista                     | Pos                    |
| 61                     | Daniel McLay (GBR)           | 92.                    |
| 62                     | Moreno Hofland (NED)         | 46.                    |
| 63                     | Hugh Carthy (GBR)            | 75.                    |
| 64                     | Daniel Felipe Martínez (COL) | 2.                     |
| 65                     | Julius van den Berg (NED)    | 84.                    |
| 66                     | Tejay van Garderen (USA)     | 61.                    |
| 67                     | Sep Vanmarcke (BEL)          | 39.                    |

| Lotto-Soudal LTS | Lotto-Soudal LTS            | Lotto-Soudal LTS |
| ---------------- | --------------------------- | ---------------- |
| Num              | Ciclista                    | Pos              |
| 71               | Victor Campenaerts (BEL)    | 21.              |
| 72               | Frederik Frison (BEL)       | 90.              |
| 73               | Carl Fredrik Hagen (NOR)    | 7.               |
| 74               | Adam Hansen (AUS)           | 66.              |
| 75               | Rasmus Byriel Iversen (DEN) | 114.             |
| 76               | Tomasz Marczyński (POL)     | 19.              |
| 77               | Brian van Goethem (NED)     | 113.             |

| Mitchelton-Scott MTS | Mitchelton-Scott MTS      | Mitchelton-Scott MTS |
| -------------------- | ------------------------- | -------------------- |
| Num                  | Ciclista                  | Pos                  |
| 81                   | Edoardo Affini (ITA)      | 109.                 |
| 82                   | Nick Schultz (AUS)        | 23.                  |
| 84                   | Alexander Edmondson (AUS) | 55.                  |
| 85                   | Kaden Groves (AUS)        | 116.                 |
| 86                   | Callum Scotson (AUS)      | 100.                 |
| 87                   | Matteo Trentin (ITA)      | 16.                  |

| Dimension Data TDD | Dimension Data TDD               | Dimension Data TDD |
| ------------------ | -------------------------------- | ------------------ |
| Num                | Ciclista                         | Pos                |
| 91                 | Stefan de Bod (RSA)              | 36.                |
| 92                 | Nicholas Dlamini (RSA)           | 54.                |
| 93                 | Enrico Gasparotto (ITA)          | DNF                |
| 94                 | Jacques Janse van Rensburg (RSA) | 25.                |
| 95                 | Gino Mäder (SUI)                 | 24.                |
| 96                 | Louis Meintjes (RSA)             | 22.                |
| 97                 | Jay Thomson (RSA)                | 104.               |

| Team Jumbo-Visma TJV | Team Jumbo-Visma TJV     | Team Jumbo-Visma TJV |
| -------------------- | ------------------------ | -------------------- |
| Num                  | Ciclista                 | Pos                  |
| 102                  | Floris De Tier (BEL)     | 57.                  |
| 103                  | Bert-Jan Lindeman (NED)  | 64.                  |
| 105                  | Timo Roosen (NED)        | 45.                  |
| 106                  | Antwan Tolhoek (NED)     | 4.                   |
| 107                  | Taco van der Hoorn (NED) | 108.                 |

| Katusha-Alpecin TKA | Katusha-Alpecin TKA        | Katusha-Alpecin TKA |
| ------------------- | -------------------------- | ------------------- |
| Num                 | Ciclista                   | Pos                 |
| 111                 | Jenthe Biermans (BEL)      | DNF                 |
| 112                 | Steff Cras (BEL)           | 92.                 |
| 113                 | Viacheslav Kuznetsov (RUS) | 89.                 |
| 114                 | Daniel Navarro (ESP)       | 73.                 |
| 115                 | Simon Špilak (SLO)         | 64.                 |
| 116                 | Harry Tanfield (GBR)       | DNF                 |
| 117                 | Ilnur Zakarin (RUS)        | 71.                 |

| Team Sunweb SUN | Team Sunweb SUN              | Team Sunweb SUN |
| --------------- | ---------------------------- | --------------- |
| Num             | Ciclista                     | Pos             |
| 121             | Nikias Arndt (GER)           | 40.             |
| 122             | Johannes Fröhlinger (GER)    | 56.             |
| 123             | Lennard Kämna (GER)          | 77.             |
| 124             | Max Kanter (GER)             | 52.             |
| 125             | Asbjørn Kragh Andersen (DEN) | 67.             |
| 126             | Florian Stork (GER)          | 101.            |
| 127             | Martijn Tusveld (NED)        | 10.             |

| Trek-Segafredo TFS | Trek-Segafredo TFS     | Trek-Segafredo TFS |
| ------------------ | ---------------------- | ------------------ |
| Num                | Ciclista               | Pos                |
| 131                | Nicola Conci (ITA)     | 82.                |
| 132                | John Degenkolb (GER)   | 63.                |
| 133                | Ryan Mullen (IRL)      | 106.               |
| 134                | Jacopo Mosca (ITA)     | 28.                |
| 135                | Matteo Moschetti (ITA) | 81.                |
| 136                | Kiel Reijnen (USA)     | 91.                |
| 137                | Peter Stetina (USA)    | 15.                |

| UAE Team Emirates UAD | UAE Team Emirates UAD       | UAE Team Emirates UAD |
| --------------------- | --------------------------- | --------------------- |
| Num                   | Ciclista                    | Pos                   |
| 141                   | Oliviero Troia (ITA)        | 96.                   |
| 142                   | Roberto Ferrari (ITA)       | 115.                  |
| 143                   | Fernando Gaviria (COL)      | 72.                   |
| 144                   | Juan Sebastián Molano (COL) | 83.                   |
| 145                   | Ivo Oliveira (POR)          | 97.                   |
| 146                   | Simone Petilli (ITA)        | 26.                   |
| 147                   | Aleksandr Riabushenko (BLR) | 20.                   |

| Israel Cycling Academy ICA | Israel Cycling Academy ICA | Israel Cycling Academy ICA |
| -------------------------- | -------------------------- | -------------------------- |
| Num                        | Ciclista                   | Pos                        |
| 151                        | Daniel Turek (CZE)         | 29.                        |
| 152                        | Matteo Badilatti (SUI)     | 33.                        |
| 153                        | Riccardo Minali (ITA)      | 87.                        |
| 154                        | Roy Goldstein (ISR)        | 111.                       |
| 155                        | Itamar Einhorn (ISR)       | 74.                        |
| 156                        | Hamish Schreurs (NZL)      | 78.                        |
| 157                        | Ben Perry (CAN)            | 95.                        |

| Total Direct Énergie TDE | Total Direct Énergie TDE | Total Direct Énergie TDE |
| ------------------------ | ------------------------ | ------------------------ |
| Num                      | Ciclista                 | Pos                      |
| 161                      | Lilian Calmejane (FRA)   | 12.                      |
| 162                      | Jérôme Cousin (FRA)      | 73.                      |
| 163                      | Jonathan Hivert (FRA)    | 31.                      |
| 164                      | Bryan Nauleau (FRA)      | 89.                      |
| 165                      | Paul Ourselin (FRA)      | 58.                      |
| 166                      | Romain Sicard (FRA)      | 35.                      |
| 167                      | Rein Taaramäe (EST)      | 41.                      |

| Wanty-Gobert WGG | Wanty-Gobert WGG           | Wanty-Gobert WGG |
| ---------------- | -------------------------- | ---------------- |
| Num              | Ciclista                   | Pos              |
| 171              | Timothy Dupont (BEL)       | 43.              |
| 172              | Odd Christian Eiking (NOR) | 6.               |
| 173              | Tom Devriendt (BEL)        | 103.             |
| 174              | Pieter Vanspeybrouck (BEL) | 118.             |
| 175              | Guillaume Martin (FRA)     | 18.              |
| 176              | Kévin Van Melsen (BEL)     | 102.             |
| 177              | Loïc Vliegen (BEL)         | 30.              |

| Team Ineos INS | Team Ineos INS             | Team Ineos INS |
| -------------- | -------------------------- | -------------- |
| Num            | Ciclista                   | Pos            |
| 1              | Leonardo Basso (ITA)       | 110.           |
| 2              | David de la Cruz (ESP)     | 8.             |
| 3              | Kristoffer Halvorsen (NOR) | 99.            |
| 4              | Christopher Lawless (GBR)  | 80.            |
| 5              | Jhonatan Narváez (ECU)     | 34.            |
| 6              | Diego Rosa (ITA)           | 3.             |
| 7              | Ben Swift (GBR) (estrada)  | 69.            |

| Astana AST | Astana AST              | Astana AST |
| ---------- | ----------------------- | ---------- |
| Num        | Ciclista                | Pos        |
| 11         | Davide Ballerini (ITA)  | 76.        |
| 12         | Rodrigo Contreras (COL) | 71.        |
| 13         | Laurens De Vreese (BEL) | 37.        |
| 14         | Jonas Gregaard (DEN)    | 59.        |
| 15         | Jan Hirt (CZE)          | 86.        |
| 16         | Davide Villella (ITA)   | 9.         |
| 17         | Merhawi Kudus (ERI)     | 17.        |

| Bahrain-Merida TBM | Bahrain-Merida TBM   | Bahrain-Merida TBM |
| ------------------ | -------------------- | ------------------ |
| Num                | Ciclista             | Pos                |
| 21                 | Valerio Agnoli (ITA) | 51.                |
| 22                 | Feng Chun-kai (TPE)  | 93.                |
| 23                 | Andrea Garosio (ITA) | 27.                |
| 24                 | Phil Bauhaus (GER)   | 47.                |
| 25                 | Antonio Nibali (ITA) | 50.                |
| 26                 | Marcel Sieberg (GER) | 65.                |
| 27                 | Wang Meiyin (CHN)    | 79.                |

| Bora-Hansgrohe BOH | Bora-Hansgrohe BOH                    | Bora-Hansgrohe BOH |
| ------------------ | ------------------------------------- | ------------------ |
| Num                | Ciclista                              | Pos                |
| 31                 | Pascal Ackermann (GER)                | 60.                |
| 32                 | Shane Archbold (NZL)                  | 117.               |
| 33                 | Maximilian Schachmann (GER) (estrada) | 13.                |
| 34                 | Felix Großschartner (AUT)             | 5.                 |
| 35                 | Andreas Schillinger (GER)             | NP                 |
| 36                 | Michaek Schwarzmann (GER)             | 94.                |
| 37                 | Rüdiger Selig (GER)                   | 88.                |

| CCC Team CCC | CCC Team CCC                   | CCC Team CCC |
| ------------ | ------------------------------ | ------------ |
| Num          | Ciclista                       | Pos          |
| 41           | Josef Černý (CZE)              | 68.          |
| 42           | Kamil Gradek (POL)             | 105.         |
| 43           | Jonas Koch (GER)               | DNF          |
| 44           | Jakub Mareczko (ITA)           | 98.          |
| 45           | Gijs Van Hoecke (BEL)          | 32.          |
| 46           | Guillaume Van Keirsbulck (BEL) | 85.          |
| 47           | Francisco Ventoso (ESP)        | 49.          |

| Deceuninck-Quick Step DQT | Deceuninck-Quick Step DQT | Deceuninck-Quick Step DQT |
| ------------------------- | ------------------------- | ------------------------- |
| Num                       | Ciclista                  | Pos                       |
| 51                        | Rémi Cavagna (FRA)        | 11.                       |
| 52                        | Mikkel Honoré (DEN)       | 42.                       |
| 53                        | Iljo Keisse (BEL)         | 112.                      |
| 54                        | Davide Martinelli (ITA)   | 62.                       |
| 55                        | Enric Mas (ESP)           | 1.                        |
| 56                        | Pieter Serry (BEL)        | 48.                       |
| 57                        | Petr Vakoč (CZE)          | 38.                       |

| EF Education First EF1 | EF Education First EF1       | EF Education First EF1 |
| ---------------------- | ---------------------------- | ---------------------- |
| Num                    | Ciclista                     | Pos                    |
| 61                     | Daniel McLay (GBR)           | 92.                    |
| 62                     | Moreno Hofland (NED)         | 46.                    |
| 63                     | Hugh Carthy (GBR)            | 75.                    |
| 64                     | Daniel Felipe Martínez (COL) | 2.                     |
| 65                     | Julius van den Berg (NED)    | 84.                    |
| 66                     | Tejay van Garderen (USA)     | 61.                    |
| 67                     | Sep Vanmarcke (BEL)          | 39.                    |

| Lotto-Soudal LTS | Lotto-Soudal LTS            | Lotto-Soudal LTS |
| ---------------- | --------------------------- | ---------------- |
| Num              | Ciclista                    | Pos              |
| 71               | Victor Campenaerts (BEL)    | 21.              |
| 72               | Frederik Frison (BEL)       | 90.              |
| 73               | Carl Fredrik Hagen (NOR)    | 7.               |
| 74               | Adam Hansen (AUS)           | 66.              |
| 75               | Rasmus Byriel Iversen (DEN) | 114.             |
| 76               | Tomasz Marczyński (POL)     | 19.              |
| 77               | Brian van Goethem (NED)     | 113.             |

| Mitchelton-Scott MTS | Mitchelton-Scott MTS      | Mitchelton-Scott MTS |
| -------------------- | ------------------------- | -------------------- |
| Num                  | Ciclista                  | Pos                  |
| 81                   | Edoardo Affini (ITA)      | 109.                 |
| 82                   | Nick Schultz (AUS)        | 23.                  |
| 84                   | Alexander Edmondson (AUS) | 55.                  |
| 85                   | Kaden Groves (AUS)        | 116.                 |
| 86                   | Callum Scotson (AUS)      | 100.                 |
| 87                   | Matteo Trentin (ITA)      | 16.                  |

| Dimension Data TDD | Dimension Data TDD               | Dimension Data TDD |
| ------------------ | -------------------------------- | ------------------ |
| Num                | Ciclista                         | Pos                |
| 91                 | Stefan de Bod (RSA)              | 36.                |
| 92                 | Nicholas Dlamini (RSA)           | 54.                |
| 93                 | Enrico Gasparotto (ITA)          | DNF                |
| 94                 | Jacques Janse van Rensburg (RSA) | 25.                |
| 95                 | Gino Mäder (SUI)                 | 24.                |
| 96                 | Louis Meintjes (RSA)             | 22.                |
| 97                 | Jay Thomson (RSA)                | 104.               |

| Team Jumbo-Visma TJV | Team Jumbo-Visma TJV     | Team Jumbo-Visma TJV |
| -------------------- | ------------------------ | -------------------- |
| Num                  | Ciclista                 | Pos                  |
| 102                  | Floris De Tier (BEL)     | 57.                  |
| 103                  | Bert-Jan Lindeman (NED)  | 64.                  |
| 105                  | Timo Roosen (NED)        | 45.                  |
| 106                  | Antwan Tolhoek (NED)     | 4.                   |
| 107                  | Taco van der Hoorn (NED) | 108.                 |

| Katusha-Alpecin TKA | Katusha-Alpecin TKA        | Katusha-Alpecin TKA |
| ------------------- | -------------------------- | ------------------- |
| Num                 | Ciclista                   | Pos                 |
| 111                 | Jenthe Biermans (BEL)      | DNF                 |
| 112                 | Steff Cras (BEL)           | 92.                 |
| 113                 | Viacheslav Kuznetsov (RUS) | 89.                 |
| 114                 | Daniel Navarro (ESP)       | 73.                 |
| 115                 | Simon Špilak (SLO)         | 64.                 |
| 116                 | Harry Tanfield (GBR)       | DNF                 |
| 117                 | Ilnur Zakarin (RUS)        | 71.                 |

| Team Sunweb SUN | Team Sunweb SUN              | Team Sunweb SUN |
| --------------- | ---------------------------- | --------------- |
| Num             | Ciclista                     | Pos             |
| 121             | Nikias Arndt (GER)           | 40.             |
| 122             | Johannes Fröhlinger (GER)    | 56.             |
| 123             | Lennard Kämna (GER)          | 77.             |
| 124             | Max Kanter (GER)             | 52.             |
| 125             | Asbjørn Kragh Andersen (DEN) | 67.             |
| 126             | Florian Stork (GER)          | 101.            |
| 127             | Martijn Tusveld (NED)        | 10.             |

| Trek-Segafredo TFS | Trek-Segafredo TFS     | Trek-Segafredo TFS |
| ------------------ | ---------------------- | ------------------ |
| Num                | Ciclista               | Pos                |
| 131                | Nicola Conci (ITA)     | 82.                |
| 132                | John Degenkolb (GER)   | 63.                |
| 133                | Ryan Mullen (IRL)      | 106.               |
| 134                | Jacopo Mosca (ITA)     | 28.                |
| 135                | Matteo Moschetti (ITA) | 81.                |
| 136                | Kiel Reijnen (USA)     | 91.                |
| 137                | Peter Stetina (USA)    | 15.                |

| UAE Team Emirates UAD | UAE Team Emirates UAD       | UAE Team Emirates UAD |
| --------------------- | --------------------------- | --------------------- |
| Num                   | Ciclista                    | Pos                   |
| 141                   | Oliviero Troia (ITA)        | 96.                   |
| 142                   | Roberto Ferrari (ITA)       | 115.                  |
| 143                   | Fernando Gaviria (COL)      | 72.                   |
| 144                   | Juan Sebastián Molano (COL) | 83.                   |
| 145                   | Ivo Oliveira (POR)          | 97.                   |
| 146                   | Simone Petilli (ITA)        | 26.                   |
| 147                   | Aleksandr Riabushenko (BLR) | 20.                   |

| Israel Cycling Academy ICA | Israel Cycling Academy ICA | Israel Cycling Academy ICA |
| -------------------------- | -------------------------- | -------------------------- |
| Num                        | Ciclista                   | Pos                        |
| 151                        | Daniel Turek (CZE)         | 29.                        |
| 152                        | Matteo Badilatti (SUI)     | 33.                        |
| 153                        | Riccardo Minali (ITA)      | 87.                        |
| 154                        | Roy Goldstein (ISR)        | 111.                       |
| 155                        | Itamar Einhorn (ISR)       | 74.                        |
| 156                        | Hamish Schreurs (NZL)      | 78.                        |
| 157                        | Ben Perry (CAN)            | 95.                        |

| Total Direct Énergie TDE | Total Direct Énergie TDE | Total Direct Énergie TDE |
| ------------------------ | ------------------------ | ------------------------ |
| Num                      | Ciclista                 | Pos                      |
| 161                      | Lilian Calmejane (FRA)   | 12.                      |
| 162                      | Jérôme Cousin (FRA)      | 73.                      |
| 163                      | Jonathan Hivert (FRA)    | 31.                      |
| 164                      | Bryan Nauleau (FRA)      | 89.                      |
| 165                      | Paul Ourselin (FRA)      | 58.                      |
| 166                      | Romain Sicard (FRA)      | 35.                      |
| 167                      | Rein Taaramäe (EST)      | 41.                      |

| Wanty-Gobert WGG | Wanty-Gobert WGG           | Wanty-Gobert WGG |
| ---------------- | -------------------------- | ---------------- |
| Num              | Ciclista                   | Pos              |
| 171              | Timothy Dupont (BEL)       | 43.              |
| 172              | Odd Christian Eiking (NOR) | 6.               |
| 173              | Tom Devriendt (BEL)        | 103.             |
| 174              | Pieter Vanspeybrouck (BEL) | 118.             |
| 175              | Guillaume Martin (FRA)     | 18.              |
| 176              | Kévin Van Melsen (BEL)     | 102.             |
| 177              | Loïc Vliegen (BEL)         | 30.              |

Convenções:
- AB-N: Abandono na etapa "N"
- FLT-N: Retiro por chegada fora do limite de tempo na etapa "N"
- NTS-N: Não tomou a saída para a etapa "N"
- DES-N: Desclassificado ou expulsado na etapa "N"

## UCI World Ranking
O Tour de Guangxi outorgou pontos para o UCI World Ranking para corredores das equipas nas categorias UCI WorldTeam, Profissional Continental e Equipas Continentais. As seguintes tabelas são o barómetro de pontuação e os 10 corredores que obtiveram mais pontos:
| Posição             | 1.º | 2.º | 3.º | 4.º | 5.º | 6.º | 7.º | 8.º | 9.º | 10.º | 11.º | 12.º | 13.º | 14.º | 15.º-20.º | 21.º-30.º | 31.º-50.º | 51.º-55.º | 56.º-60.º |
| Classificação geral | 300 | 250 | 215 | 175 | 120 | 115 | 95  | 75  | 60  | 50   | 40   | 35   | 30   | 25   | 20        | 12        | 5         | 2         | 1         |
| Por etapa           | 40  | 15  | 6   |     |     |     |     |     |     |      |      |      |      |      |           |           |           |           |           |
| Líder               | 6   |     |     |     |     |     |     |     |     |      |      |      |      |      |           |           |           |           |           |

| Classificação |                        |                       |       |       |       |       |
| Ciclista      | Ciclista               | Equipa                | Geral | Etapa | Líder | Total |
| ------------- | ---------------------- | --------------------- | ----- | ----- | ----- | ----- |
| 1.º           | Enric Mas              | Deceuninck-Quick Step | 300   | 40    | 12    | 352   |
| 2.º           | Daniel Felipe Martínez | EF Education First    | 250   | 15    | -     | 265   |
| 3.º           | Diego Rosa             | INEOS                 | 215   | 6     | -     | 221   |
| 4.º           | Antwan Tolhoek         | Jumbo-Visma           | 175   | -     | -     | 175   |
| 5.º           | Pascal Ackermann       | Bora-Hansgrohe        | 1     | 125   | 12    | 138   |
| 6.º           | Felix Großschartner    | Bora-Hansgrohe        | 120   | -     | -     | 120   |
| 7.º           | Odd Christian Eiking   | Wanty-Gobert          | 115   | -     | -     | 115   |
| 8.º           | Carl Fredrik Hagen     | Lotto Soudal          | 95    | -     | -     | 95    |
| 9.º           | Fernando Gaviria       | UAE Emirates          | -     | 80    | 6     | 86    |
| 10.º          | David de la Cruz       | INEOS                 | 75    | -     | -     | 75    |